# 九三式水中聴音機
九三式水中聴音機（93しきすいちゅうちょうおんき、旧字体：九三式水中聽音機）は、大日本帝国海軍（日本海軍）が開発した艦艇搭載用の水中聴音機（パッシブ・ソナー）。

## 開発の経緯
日本海軍は第一次世界大戦中にイギリス政府の要請に基づいて船団護衛を目的とする第二特務艦隊を地中海に派遣し､その際にイギリス海軍の駆逐艦が使用していた曳航式の水中聴音機を初めて見聞した。現地部隊がこうして得た情報は帰国後に海軍省に報告され､これを重視した海軍省は大戦終了後に英国駐在の大使館付武官や監督官に装置の調査を実施させると同時に､米国にも水中聴音機の現状調査と資料入手を目的に富川機関少佐と毛利大尉を派遣してアメリカ海軍の潜水艦基地があるニューロンドンで富川少佐が技術面を､毛利大尉が用法面の調査を実施した。これらの調査結果に基づいて1920年(大正9年)頃から米国の「K・チューブ」､1921年（大正10年）頃からイギリスの「C・チューブ」などの海外製の水中聴音機を輸入し､前者を潜水艦に､後者を防備隊に供給して使用した。
その後1928年（昭和3年）頃より国内でも主として潜水艦用の物を対象に基礎的研究を実施するようになり､捕音器に関しては炭素粒型、可動鉄片型､可動線輪型､コンデンサ型などの研究試作を行ったが､技術的困難から満足のいく物を得られず､また指向性を得るための電気的位相調整器(整相器）の回路および構造が当時としては複雑だったため実用化は難航した。
このため海外からの技術導入が行われる事になり､1929年(昭和4年)に久山造兵大尉がアメリカのサブマリンシグナル社へ監督官として派遣され､1930年（昭和5年）に同社のMV式水中聴音機10台を潜水艦用として輸入した。また､同じ頃にドイツ駐在武官の野村直邦大佐からキール軍港にあるエレクトロアクスティック社で開発された新しい水中聴音機の存在が海軍省に報告されると､急遽米国駐在の久山監督官がドイツに派遣されて調査が実施され､この結果、1932年（昭和7年）に同社の保式水中聴音機潜水艦用が導入されて実用性検討のための実験等に使用された。その後､この保式水中聴音機をモデルとした国産の水中聴音機の開発が進められ､1933年（昭和8年）にこれを九三式水中聴音機として制式化し､潜水艦や駆潜艇など各種艦艇へ装備した。尚この間に来日したドイツ人技術者よりドイツ式水中聴音機の装備法や試験方法も指導され､大いに得る処があったと言われる。

## 装置概要
本機の構成は主に､捉えた音波を電気振動に変成する「捕音器」、音源の方位を測定する「電気整相機」､聴音周波数が選択可能な「低周波増幅器」、整相された電気振動を聴く「受聴器」からなっており、聴音方式には最大感度方式を採用していた。
この方式は音源方向の判定に､一定の形式(主に円形)に配列された多数の捕音器に音波が到達する際の時間差を利用するもので､その原理はある捕音器群に音波が到来した時に､音源方向から最も遠い位置にある捕音器に音波が到達する時刻を基準として､他の捕音器に音波が早く到達する分だけ各捕音器の電気信号の伝達を電気的遅延回路によって遅延させ､全ての信号が同時に受聴器に流れて単一の最大音となった時の各捕音器信号の遅延時間の調節量から目標の方向を判定するというものだった。
本機は最初に当時の第2潜水戦隊に配備された後、海軍の主要な潜水艦に装備され､さらに1937年（昭和12年）頃からは対潜用として駆逐艦や駆潜艇にも装備されるようになった。しかし､これらの艦艇は航走中の自己発生雑音の抑制が不十分であった為､しばしば微速または主機停止の上で聴音する事が必要となり､用兵上の要求を十分満足することができず､また補機の振動によって発生した雑音のせいで聴音機がほとんど使用できなくなるという事もあった。
仕様や構造が若干異なる幾つかの派生型があり、「九三式水中聴音機 甲乙 潜水艦用」「同一型 甲乙 潜水艦用」、「同一型改一 甲乙 潜水艦用」､「同二型 甲乙 潜水艦用」､「 同小艦艇用」などが存在した。
捕音器
捕音器(マイクロフォン)は水中の到来音波を捉えて電気信号に変成する装置であり､本機では可動線輪型捕音器を片舷に8個、合計で16個が常時水に接する艦首付近艦底外板に直径3mの円に近い楕円形に装備されていた。この捕音器は1932年(昭和7年)から1933年(昭和8年)頃にドイツより輸入した製品を模倣した物で､その永久磁石には当時国内で最も優秀といわれたKS鋼が使用されていた。磁石鋼についてはその後も感度上昇の為に改良が行われ､東北帝大金属材料研究所と住友金属株式会社の協同を得て1940年(昭和15年)に新KS鋼による磁石の試作に成功した。また振動板の材料は当初､ドイツ製に倣って高級ニッケル青銅を使用していたが日中戦争の進展にともなって不足した為、1941年（昭和16年）1月以降は転換材料としてアルミニウム青銅の研究を開始した。しかし完成の頃になると主成分であるアルミニウムも節約せざるを得ない情勢となったため、マンガン青銅の試作に着手し1941年（昭和16年）11月に完成して実用化された。
整相機
整相機は電気的遅延回路により各捕音器に与える遅延量を音波到来方向に応じて適当に管制し､それによって音源の方向を決定する装置で､本機では直流モーターのコミュテーターのように導体と絶縁体とを交互に積み重ねたものが使用されていた。この各導体間に捕音器の信号に遅延量を与える為の遅延回路を挿入し、捕音器の配置状況をそのまま縮小したブラシ盤を回転させ､各捕音器の入力が全てアディティブに働いた時に最大出力が得られた。
装置前面には遅延量の調整に使用する調整用把手と音源の方向を読み取るための方向角度目盛盤があり､調整用把手を回せばブラシ盤の回転と連動して目盛盤の指針も回転するため、受聴音が最大となった時に指針が示す方位を読取る事で音源の方向を判定する事ができた。また聴測した音源方向角度は整相機内部に設けられた角度通報用発信装置によって､艦橋および探信室に装備された角度受信機に電気的に通報する事ができた。整相器は甲型に2組､乙型には1組が備えられ､角度受信機の目盛盤も甲型は２つ､乙型は１つとなっていた。
増幅器
増幅器は捕音器から変成された非常に微弱で、そのまま受聴器に流しては聴測には適さない電流を聴測に適するように増幅する装置であり、本器では3本の真空管を使用する抵抗結合型低周波増幅器が使用された。この増幅器の筐体は軽合金製で前面には音量調節用のハンドルがあり､真空管が収められている部分の蓋は交換がしやすいように簡単に着脱できるようになっていた。
濾波器
濾波器は変成された電気の中から任意の周波数帯の電流を濾波する装置で、聴測の邪魔になる背景雑音を低減して音源音色の判別を良好にしたり､聴測の精度を向上させる為に使用され、軽合金製の筐体前面に装備された転換用ハンドルを操作する事で遮断周波数を切換える事ができた。
受聴器
本機で使用されていた受聴器は海軍制式のテー式一號受聴器で､これは無線兵器に附属される物と同一の物であり電気定数は直流抵抗2000オーム×2、インピーダンス10000オーム×2、共振周波数は約1000サイクルとなっていた。
| 装備艦種   | 装備艦種        | 装備艦種         | 装備艦種         | 大艦 哨戒艦艇                                         |
| ---------- | --------------- | ---------------- | ---------------- | ----------------------------------------------------- |
| 捕音器配列 | 捕音器数        | 捕音器数         | 捕音器数         | 16                                                    |
| 捕音器配列 | 配列法          | 配列法           | 配列法           | 楕円                                                  |
| 捕音器配列 | 配列直径(m)     | 配列直径(m)      | 配列直径(m)      | 3(長軸)                                               |
| 捕音器配列 | 指向性(度)      | 指向性(度)       | 指向性(度)       | 約5                                                   |
| 捕音器配列 | 副最大値(%)     | 副最大値(%)      | 副最大値(%)      | 約50                                                  |
| 捕音器配列 | 装備場所        | 装備場所         | 装備場所         | 舷側外                                                |
| 捕音器     | 型              | 型               | 型               | 可動線輪                                              |
| 捕音器     | 振動板直径(mm)  | 振動板直径(mm)   | 振動板直径(mm)   | 145                                                   |
| 捕音器     | 重量(kg)        | 重量(kg)         | 重量(kg)         | 18                                                    |
| 捕音器     | 感度(db)        | 感度(db)         | 感度(db)         | 35                                                    |
| 捕音器     | 周波数範囲(C/B) | 周波数範囲(C/B)  | 周波数範囲(C/B)  | 500~2500                                              |
| 捕音器     | 耐爆距離(m)     | 耐爆距離(m)      | 耐爆距離(m)      | 35                                                    |
| 聴音装置   | 整相機          | 遅延回路網       | 制御方式         | 格子状                                                |
| 聴音装置   | 整相機          | 遅延回路網       | 型               | T                                                     |
| 聴音装置   | 整相機          | 遅延回路網       | 素子数           | 50                                                    |
| 聴音装置   | 整相機          | 遅延回路網       | 全遅延量(μ sec)  | 2000                                                  |
| 聴音装置   | 整相機          | 遅延回路網       | L(mH)            | 80                                                    |
| 聴音装置   | 整相機          | 遅延回路網       | C(μ)             | 0.02                                                  |
| 聴音装置   | 整相機          | 遅延回路網       | M(ｍH)           | 6.64                                                  |
| 聴音装置   | 整相機          | 遅延回路網       | Zo(Ω)            | 2000                                                  |
| 聴音装置   | 整相機          | 捕音器刷子縮小率 | 捕音器刷子縮小率 | 1/15                                                  |
| 聴音装置   | 整相機          | 均整抵抗(hΩ)     | 均整抵抗(hΩ)     | 2～15.5                                               |
| 聴音装置   | 整相機          | 角度通報器       | 角度通報器       | あり                                                  |
| 聴音装置   | 増幅器          | 型式             | 型式             | 抵抗結合3段                                           |
| 聴音装置   | 増幅器          | 真空管           | 真空管           | 600×3                                                 |
| 聴音装置   | 増幅器          | 増巾度(db)       | 増巾度(db)       | 85~90                                                 |
| 聴音装置   | 沪波器          | 沪波器           | 遮断周波数(C/S)  | (HP)全通 550 700 1200 1700 (LP)全通 700 900 1200 3000 |
| 聴音装置   | 受聴器数        | 受聴器数         | 受聴器数         | 可動鉄片×4                                            |
| 聴音装置   | 電源            | 電源             | 種別             | DC100V 220V(潜)                                       |
| 聴音装置   | 電源            | 電源             | 整流器           |                                                       |
| 聴音装置   | 電源            | 電源             | 沪波器           | あり                                                  |
| 他装置     | 接続筐          | 接続筐           | 接続筐           | 2                                                     |
| 他装置     | 切断器          | 切断器           | 切断器           | 1                                                     |

## 探知性能
同機の性能は、潜水艦に装備した場合､敵艦の音を単艦で10000m、複数なら30000m先からキャッチできたといわれ､測角精度は約5度だったがこれは用兵的には不十分で2度程度まで向上するよう要求があった。潜水艦に対する探知能力は気象条件が良ければ深度18mを2ノットで走る潜水艦の音を30000m先から探知できたとされるが、ソナーの能力は水中や気象、自艦の状況によって大きな差が発生した。また雑音抑制が不十分だった事もあり､停止して聴音する場合等を除いて確実に探知可能な距離は1000m程だった。ただし潜水艦の場合は一般的に襲撃運動時の速力は低かった為、水上艦艇に比べて聴音機の能力をより発揮する事ができた。
| 自艦速力       | 停止   | 停止   | 6kt    | 6kt    | 8kt  | 8kt    |
| 潜航潜水艦速力 | 3kt    | 5kt    | 3kt    | 5kt    | 3kt  | 5kt    |
| 確実可聴距離   | 1,000m | 2,000m | 500m   | 1,000m | －   | 500m   |
| 最大可聴距離   | 2,000m | 4,000m | 1,000m | 2,000m | 500m | 1,500m |

|              | 九三式水中聴音機 甲、乙 潜水艦用 | 九三式水中聴音機 甲、乙 潜水艦用                 | 九三式水中聴音機 一型 甲､乙 潜水艦用 | 九三式水中聴音機 一型 甲､乙 潜水艦用       | 九三式水中聴音機 一型 甲､乙 改一 潜水艦用 | 九三式水中聴音機 一型 甲､乙 改一 潜水艦用          |
| ------------ | -------------------------------- | ------------------------------------------------ | ------------------------------------ | ------------------------------------------ | ----------------------------------------- | -------------------------------------------------- |
| 精 度        | 5度以下                          | 目標艦：山城型(18kt) 聴音艦：潜水艦(水中3kt以下) | 5度                                  | 目標艦：伊3潜(水上12kt) 聴音艦：伊2潜(3kt) | 5度                                       | 目標艦：呂65潜(水上12kt) 聴音艦：伊74潜(水中3.5kt) |
| 最大聴知距離 | 37000m                           | 目標艦：山城型(18kt) 聴音艦：潜水艦(水中3kt以下) | 10000m                               | 目標艦：伊3潜(水上12kt) 聴音艦：伊2潜(3kt) | 12000m                                    | 目標艦：呂65潜(水上12kt) 聴音艦：伊74潜(水中3.5kt) |
| 確実聴知距離 | 25000m                           | 目標艦：山城型(18kt) 聴音艦：潜水艦(水中3kt以下) |                                      | 目標艦：伊3潜(水上12kt) 聴音艦：伊2潜(3kt) | 11500m                                    | 目標艦：呂65潜(水上12kt) 聴音艦：伊74潜(水中3.5kt) |

### 探知能力の向上
同機は、制式化から太平洋戦争の終結まで装置自体に大きな改良は行われなかったが､一方で装備艦の各種機関などから発生する雑音を抑えることで可聴距離を向上させる試みが実施された。
代表的な例が海防艦や駆潜艇の主機および補機への”防振ゴム”（防振間座とも）の装着であり、1942年(昭和17年)1月に海軍技術研究所音響研究部を中心として学識経験者も含めた防振ゴム研究委員会が発足し､たまたま入手したドイツのフェニックス社製の防振材金属ゴムの説明書を参考として研究に着手した。1943年（昭和18年）末から海防艦を中心とする対潜艦艇の所要補機に防振対策が施され､1943年10月に海防艦「御蔵」の80kwディーゼル発電機に防振ゴムを装着したところ可聴距離が500mから3000mと向上し良好な成績を示した。1945年（昭和20年）からは主機に装備しての試験も実施され鵜来型海防艦｢保高｣の主機に平角型90mm×180mm×60mm(ゴム部厚40mm)の合成ゴム製防振ゴムを加重による圧縮が0.1mm程度になるように装備して潜水艦聴音実験をおこなった結果､防振ゴムを使用しない場合と比べて航走中の海中騒音量が約10デシベル減少し､未装備の同型艦｢奄美｣の可聴距離が1500mだったのに対して｢保高｣は8500ｍ(9000mとも)と言う結果を示して聴音機の能力に格段の向上が認められた。